# 40歳の解釈: ラダの場合
『40歳の解釈: ラダの場合』（原題:The Forty-Year-Old Version）は2020年に配信されたアメリカ合衆国のコメディ映画である。監督・主演はラダ・ブランクが務めた。本作はブランクの映画監督デビュー作であり、オズウィン・ベンジャミンの俳優デビュー作でもある。

## 概略
ニューヨーク。劇作家兼教員のラダは40歳の誕生日を目前にキャリアの閉塞感に悩まされていた。引退という選択肢も頭をよぎった矢先、アパートの外からラップが聞こえてきた。その瞬間、ラダの内側から突然創作意欲が沸き上がってきた。そして、ラダは衝動の赴くままにラップを自作していった。ラップへの情熱は燃え上がる一方で、ラダはラッパーへの転身を本気で考え始めた。
本作はラダが「劇作家を続けるべきなのか、それともラッパーの道を歩むべきなのか」という問いに向き合うことを通して、「中年期の危機」を乗り越えていく姿を描き出す。

## キャスト
- ラダ：ラダ・ブランク
- アーチ―：ピーター・キム
- D：オズウィン・ベンジャミン
- エレイン：イマニ・ルイス
- ローザ：ハスキリ・ベラスケス
- ワルドー：アントニオ・オーティス
- カマル：TJ・アトムス
- ラモント：ジェイコブ・ミング＝トレント
- ステイシー：ステイシー・サージェント
- マーカス：ウィリアム・オリヴァー・ワトキンス
- ジェイミー：メーガン・オニール
- フォレスト：アンドレ・ウォード
- ジュリー：ウェルカー・ホワイト
- J・ホイットマン：リード・バーニー

## 製作
2019年8月5日、ラダ・ブランクが監督と主演を兼任する新作映画にピーター・キムとオズウィン・ベンジャミンが起用されたとの報道があった。
本作を白黒で撮影したことに関して、ブランクは「白黒で撮影すると、色彩でごまかすことができなくなります。つまり、登場人物が発する言葉と俳優の演技だけで勝負することになります」「私はヒップホップを成熟したもの、感受性豊かな洗練されたものとして扱いたかったのです。近頃のヒップホップは飽和状態で、音量もやたらと大きく、過剰に性的になっています。白黒で撮影することで、ヒップホップにある程度の情感を付与できるのです。」という趣旨の説明をしている。

## 公開・マーケティング
2020年1月25日、本作はサンダンス映画祭でプレミア上映された。31日、Netflixが本作の全世界配信権を獲得したと報じられた。8月26日、本作のオフィシャル・トレイラーが公開された。

## 評価
本作は批評家から絶賛されている。映画批評集積サイトのRotten Tomatoesには126件のレビューがあり、批評家支持率は98%、平均点は10点満点で8点となっている。サイト側による批評家の見解の要約は「『40歳の解釈: ラダの場合』は芸術家の人生における浮き沈みを見事に描写している。また、同作はラダ・ブランクに監督としての才能が十分にあることを世に知らしめた。」となっている。また、Metacriticには28件のレビューがあり、加重平均値は80/100となっている。
ラダ・ブランクは本作の演出によってサンダンス映画祭の監督賞（国内ドラマ部門）を受賞し、本作での演技によって第74回英国アカデミー賞の主演女優賞にノミネートされた。